# 마장로 (인천)
마장로(馬場路)는 인천광역시 부평구 십정동 부평사거리부터 계양구 효성동까지 이어지는 도로로, 총 연장은 5.67km이다. 이름이 유래된 것은 옛날 고려 시대에 산곡동, 청천동, 효성동을 전부 마장이라고 부른데서 유래하여 제명되었다.

## 역사
- 2009년 7월 6일 : 도로명으로 마장로를 고시

## 주요 경유지
- 부평구
  - 부평3동 - 산곡3동 - 산곡2동 - 산곡1동 - 청천1동, 청천2동
- 계양구
  - 효성2동 - 효성1동

## 접촉하는 도로
- 만월로 (직결)
- 경인로 (국도 제46호선)
- 경원대로
- 화랑로
- 부흥로
- 원적로
- 길주로
- 세월천로
- 청중로
- 평천로
- 부평북로
- 청천마차로
- 아나지로
- 효서로
- 봉오대로

## 철도 연계역
- ● 수도권 전철 1호선 : 백운역
- ● 서울 지하철 7호선 : 산곡역
- ● 인천 도시철도 1호선 : 부평삼거리역

## 특이 사항
산곡동을 교차하고 있는 부흥로는 현재 군부대에 의해 가로로 막혀 있어 이 곳은 교차할 수 없는 구간이다. 백운역의 경우도 고가교로 인해 일부 도로와의 교차는 당연히 불가하다.